# Євгеній II
Євге́ній II (лат. Eugenius, світське ім'я Євгеній Савеллі, лат. Eugenius Savellius, італ. Eugenio Savelli; ? — 27 серпня 827) — 99-й папа Римський (11 травня (8 червня) 824—27 серпня 827). Народився у Римі.

## Вибори
Син знатного римлянина Боемунда Савеллі. Походив з відомого римського аристократичного роду Савеллі, що дав Італії багатьох єпископів, кардиналів, кількох пап, римських сенаторів та кондотьєрів. В 816 возведений папою Левом ІІІ в сан кардинала-пресвітера церкви Св. Сабіни. Після смерті Пасхалія I римська знать виявила бажання обрати папою представника аристократії, маючи на меті розпочати політику спротиву впливу на життя Риму короля франків. Римське духовенство, навпаки, бажало продовжити політику покійного папи та жити у союзі з франками, а тому запропонувало свого кандидата — кардинала Євгенія. Для врегулювання суперечок до Риму прибув син імператора Людовика I Благочестивого Лотар. Саме за його підтримки папою було обрано Євгенія.

## Вплив франків
Забезпечивши обрання Євгенія папою, Лотар домігся підписання так званої Римської Конституції, яка закріпила домінування імператора Священної Римської імперії над Святим Престолом. Відповідно до цієї Конституції новообраний папа зобов'язувався скласти присягу перед послом імператора. Отже, папа Римський став васалом імператора.